# Romy Schneider

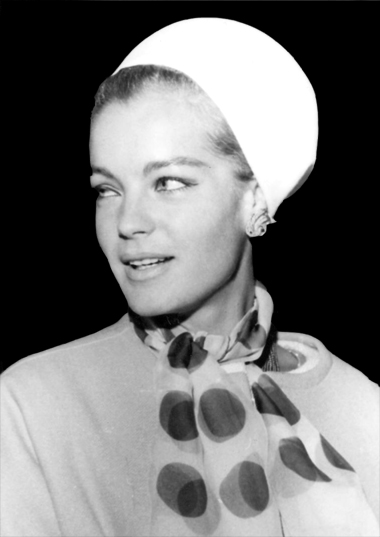
Romy Schneider (1965)

Romy Schneider (* 23. September 1938 als Rosemarie Magdalena Albach in Wien; † 29. Mai 1982 in Paris) war eine deutsch-französische Schauspielerin und Synchronsprecherin.
Schneider begann ihre Schauspielkarriere im Alter von 15 Jahren. An der Seite ihrer Mutter Magda Schneider spielte sie in den Filmen Wenn der weiße Flieder wieder blüht (1953), Mädchenjahre einer Königin (1954) und Die Deutschmeister (1955). Von 1955 bis 1957 gelang ihr in der Rolle der Kaiserin Elisabeth mit der Sissi-Trilogie der internationale Durchbruch.
Auf der Suche nach anspruchsvollen Rollen ging sie 1958 nach Paris, wo sie ihr Theaterdebüt in John Fords Tragödie Schade, dass sie eine Dirne ist gab. 1963 drehte sie in den Vereinigten Staaten den Spielfilm Der Kardinal, für den sie eine Golden-Globe-Nominierung erhielt. 1969 hatte sie mit Der Swimmingpool an der Seite von Alain Delon einen Kinoerfolg.
In den 1970er Jahren war Schneider auf dem künstlerischen Höhepunkt ihrer Karriere. Unter der Regie von namhaften Regisseuren wie Claude Sautet, Andrzej Żuławski und Luchino Visconti spielte sie zahlreiche Charakterrollen und avancierte zur erfolgreichsten Schauspielerin des französischen Films dieser Zeit. Für ihre schauspielerischen Leistungen in den Filmen Nachtblende (1975) und Eine einfache Geschichte (1978) wurde sie mit dem César als beste Hauptdarstellerin ausgezeichnet.
Ihr letzter Film, Die Spaziergängerin von Sans-Souci, erschien 1982 wenige Wochen vor ihrem Tod. Bei der Verleihung des César im Jahr 2008 wurde ihr posthum der Ehrenpreis verliehen.

## Leben und Werk

### Die frühen Jahre

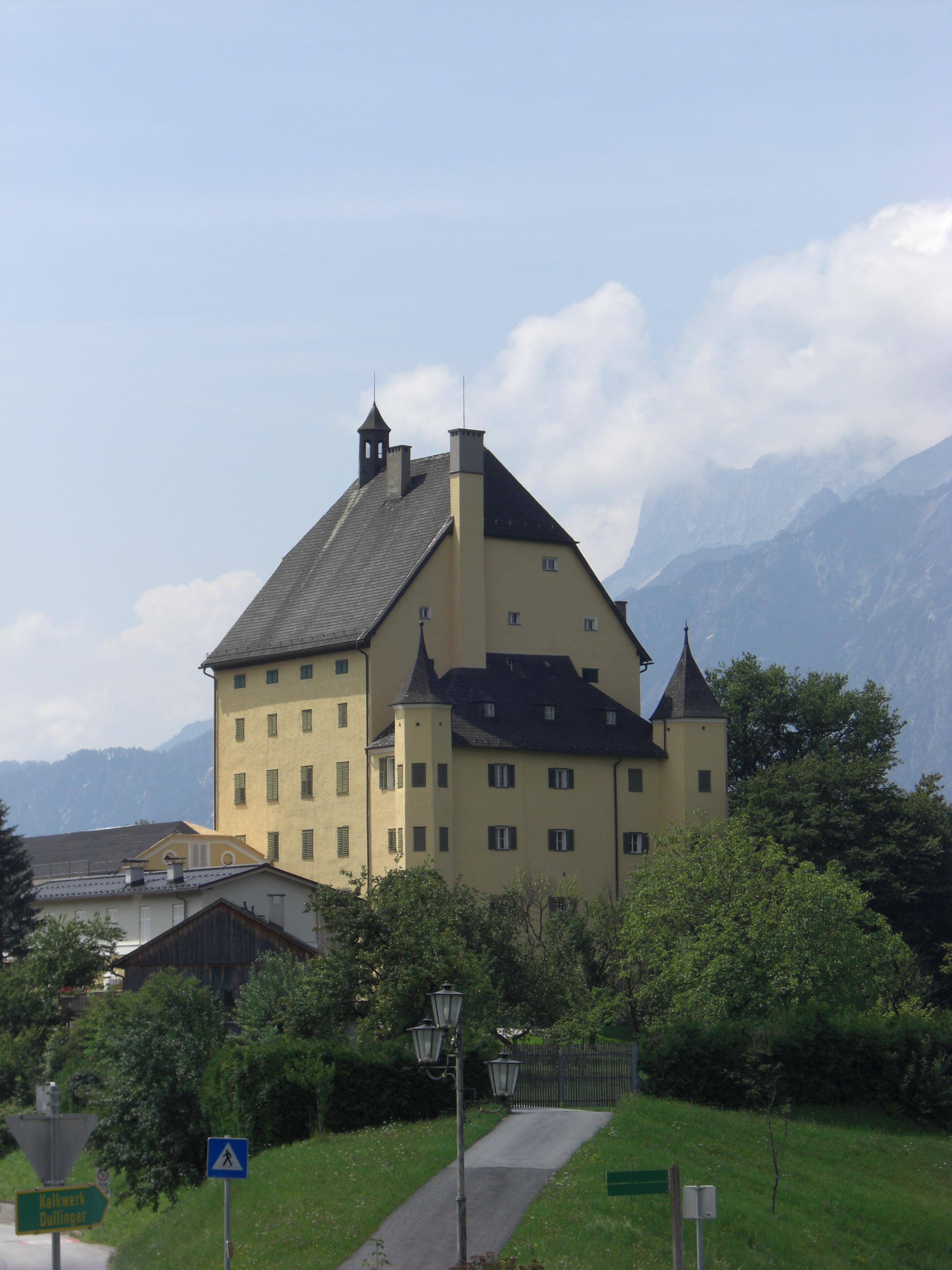
Das Mädcheninternat Schloss Goldenstein, das Schneider von 1949 bis 1953 besuchte

Romy Schneider wurde 1938 im Wiener Billrothkrankenhaus als Tochter des österreichisch-deutschen Schauspielerehepaares Wolf Albach-Retty und Magda Schneider geboren. Ihre Vorfahren väterlicherseits gehören der österreichischen Schauspielerdynastie Albach-Retty an. Schon Schneiders Ururgroßvater Adolf Retty war Schauspieler, ihre Urgroßeltern waren der Regisseur und Schauspieler Rudolf Retty und die Sängerin Maria Katharina „Käthe“ Schäfer. Deren Tochter – Schneiders Großmutter – war die k. u. k. Hofschauspielerin Rosa Albach-Retty.
Vier Wochen nach Schneiders Geburt brachten die Eltern sie nach Schönau am Königssee, wo sie und später ihr Bruder Wolf-Dieter (* 1941) bei den Großeltern Franz Xaver und Maria Schneider auf dem Landgut Mariengrund aufwuchsen. In ihrem ersten Lebensjahr wurde Romy Schneider in die Hände einer Gouvernante gegeben. Die Eltern waren durch ihre schauspielerischen Engagements selten anwesend. 1943 trennten sie sich und wurden 1945 geschieden.
Schneider wurde im September 1944 in die Volksschule von Schönau eingeschult und besuchte ab Juli 1949 das Mädcheninternat auf Schloss Goldenstein, eine private Hauptschule der Augustiner-Chorfrauen B.M.V. in Elsbethen nahe Salzburg. Schon während ihrer Schulzeit entdeckte sie ihre Leidenschaft für die Schauspielerei, weshalb sie häufig bei Theateraufführungen des Internats auf der Bühne stand. In ihrem Tagebucheintrag vom 10. Juni 1952 schrieb sie: „Wenn es nach mir ginge, würde ich sofort Schauspielerin werden. […] Jedesmal wenn ich einen schönen Film gesehen habe, sind meine ersten Gedanken nach der Vorstellung: Ich muß auf jeden Fall einmal eine Schauspielerin werden. Ja! Ich muß!“
Am 12. Juli 1953 verließ sie das Internat Goldenstein mit dem Abschluss der mittleren Reife. Nach den Sommerferien sollte sie ein Studium an den Kölner Werkschulen beginnen, da sie während des Kunstunterrichts in der Schule ein Talent für die Malerei und das Zeichnen gezeigt hatte. Außerdem war Magda Schneider inzwischen in Köln mit dem Gastronomen und Unternehmer Hans Herbert Blatzheim liiert. Die Ausbildung trat sie jedoch zugunsten ihrer ersten Filmrolle nicht an.

### Beginn der Karriere in den 1950er Jahren
In dem Heimatfilm Wenn der weiße Flieder wieder blüht sollte Magda Schneider die weibliche Hauptrolle spielen. Für die Rolle ihrer Filmtochter Evchen Forster suchten der Produzent Kurt Ulrich und der Regisseur Hans Deppe nach einer geeigneten Besetzung. Magda Schneider schlug ihre Tochter vor, obwohl sie laut eigener Aussage nichts von deren Berufswunsch und Talent ahnte. Das erste Gespräch mit Ulrich und Deppe am 15. Juli 1953 in München verlief vielversprechend. Nachdem die vierzehnjährige Schneider bei Probeaufnahmen im Ufa-Atelier in Berlin Anfang September 1953 überzeugt hatte, wurde sie für die Rolle engagiert. Die Dreharbeiten an der Seite des gleichaltrigen Götz George, der in dem Film ebenfalls sein Leinwanddebüt gab, und des berühmten Willy Fritsch fanden in Wiesbaden statt und endeten am 9. November 1953. Die Premiere des Films folgte zwei Wochen später in Stuttgart. Fortan nutzte sie den Künstlernamen Romy Schneider. Im Dezember 1953 heirateten Magda Schneider und Hans Herbert Blatzheim.
Im Mai 1954 begann Romy Schneider mit den Dreharbeiten für ihren zweiten Film, Feuerwerk, an der Seite von Lilli Palmer, in dem sie ein junges Mädchen namens Anna Oberholzer spielt, das von zu Hause ausreißt, um sich einem Wanderzirkus als Artistin anzuschließen. Während der Arbeit am Film schrieb sie in ihr Tagebuch: „Ich weiß, dass ich in dieser Schauspielerei aufgehen kann. Es ist wie ein Gift, das man schluckt und an das man sich gewöhnt und das man doch verwünscht.“ In Feuerwerk hatte die fünfzehnjährige Schneider ihre erste Kussszene mit ihrem Schauspielerkollegen Claus Biederstaedt. Sie sagte später, dass es seiner einfühlsamen Art zu verdanken gewesen sei, dass sie ihre Verlegenheit während der Liebesszene habe überwinden können. Feuerwerk wurde im Juli 1954 fertig gestellt und kam im September 1954 in die deutschen Kinos.
Noch während der Dreharbeiten zu Feuerwerk kam es im Juni 1954 zur ersten Begegnung zwischen Schneider und Ernst Marischka. Der Regisseur hatte zwar bereits eine Schauspielerin für seinen neuen Film Mädchenjahre einer Königin (1954) über die junge Victoria unter Vertrag, nachdem er aber Romy Schneider kennengelernt hatte, entschied er sich spontan, die Rolle mit ihr umzubesetzen. Später sagte die Schauspielerin im Interview für die Dokumentation Romy – Portrait eines Gesichts (1967) über Marischka und sein damaliges Vertrauen in sie: „Herr Marischka, der ein wirklicher Freund war, hat genau gewusst, was er will, als er mich engagierte. Ich war ja keine versierte Schauspielerin. […] Was ich ihm zu verdanken habe, weiß ich. Sehr viel. Alles. Damit hat es ja angefangen.“
1955 spielte Schneider erneut unter der Regie Marischkas und zum dritten Mal gemeinsam mit ihrer Mutter in Die Deutschmeister, einem Remake des Films Frühjahrsparade (1934), in dem ihr Vater die männliche Hauptrolle gespielt hatte. Der Film und die Darsteller erhielten ausgezeichnete Kritiken, und das von Schneider in dem Film gesungene Lied Wenn die Vöglein musizieren erschien bald auch als Schallplatte. Innerhalb kurzer Zeit war Romy Schneider zu einem der erfolgreichsten Stars im deutschsprachigen Raum avanciert und hatte auch ihrer Mutter im Nachkriegsdeutschland zu neuer Anerkennung verholfen. Von der Fachzeitschrift Der neue Film erhielt sie 1955 gemeinsam mit Karlheinz Böhm ihre erste Auszeichnung als beliebtester Nachwuchsstar. Im selben Jahr spielte Schneider an der Seite von Joachim Fuchsberger und Hans Albers in der gleichnamigen Neuverfilmung von Der letzte Mann (1924). Albers, der die Hauptrolle spielte, sagte später: „Es war nicht mein Film, es war ihr Film.“ Der letzte Mann (1955) wurde vom Publikum allerdings weit weniger honoriert als ihre ersten Filme.

### Erfolg mit der Sissi-Trilogie
Im August 1955 begannen die Dreharbeiten zu Sissi. Regisseur Ernst Marischka hatte die sechzehnjährige Schneider für die Hauptrolle in dem Historienfilm um die junge Kaiserin Elisabeth verpflichtet. An der Seite ihrer Tochter übernahm Magda Schneider die Rolle der bayerischen Herzogin Ludovika, Elisabeths Mutter. Die männliche Hauptrolle des österreichischen Kaisers Franz Joseph I. erhielt Karlheinz Böhm. Die Zusammenarbeit der beiden Hauptdarsteller verlief harmonisch, ihre Beziehung blieb jedoch rein beruflich. Die Dreharbeiten dauerten bis Jahresende und waren mit enormen Produktionskosten verbunden.
Sissi hatte am 21. Dezember 1955 Weltpremiere im Apollo-Kino in Wien und kam einen Tag später in die westdeutschen Kinos. Durch den Film wurde Schneider weltberühmt, und auch in ihrer Heimat stieg ihre Popularität noch einmal deutlich. In einer Umfrage nach der beliebtesten Schauspielerin Deutschlands erreichte sie im November 1955 den zweiten Platz hinter Maria Schell, und Der Spiegel widmete ihr im März 1956 eine Titelgeschichte. Aufgrund ihres raschen Aufstiegs erhielt Schneider bald den Spitznamen „Shirley Tempelhof“ in Anlehnung an den ehemaligen US-amerikanischen Kinderstar Shirley Temple. Allein in Deutschland sahen in den kommenden zwei Jahren rund sechs Millionen Kinobesucher jeden der drei Sissi-Teile.
Unterdessen hatte Schneiders Stiefvater Hans Herbert Blatzheim ihr Management übernommen. Er verwaltete ihre Einnahmen und sondierte die eingehenden Rollenangebote. So wurde ein Angebot für einen Film des spanisch-mexikanischen Regisseurs Luis Buñuel ebenso abgelehnt wie mögliche Engagements in Neuverfilmungen von Der Kongreß tanzt (1955) und Die Drei von der Tankstelle (1955). Eine Hollywood-Version von Mädchenjahre einer Königin scheiterte indes an den Bedingungen, die Schneiders Management stellte, wonach unter anderem die Drehzeit nicht länger als drei Monate hätte dauern dürfen. Stattdessen übernahm sie die Titelrolle in der Liebesgeschichte Kitty und die große Welt (1956), bei deren Umsetzung erneut auf die Zugkraft des Gespanns Romy Schneider und Karlheinz Böhm vertraut wurde.
Trotz des großen Erfolgs des ersten Films lehnte Schneider eine Fortsetzung von Sissi zunächst kategorisch ab, konnte aber schließlich doch von Blatzheim und den Machern von Sissi, die junge Kaiserin (1956) dazu überredet werden, erneut in ihre Paraderolle zu schlüpfen. Im Gegenzug gelang es ihr, mit Robinson soll nicht sterben (1957) einen ihrer Lieblingsstoffe auszuhandeln. An der Seite von Horst Buchholz spielt Schneider in dem Film die Tochter einer Baumwollspinnerin aus der Unterschicht und grenzte sich damit deutlich von ihren zuvor gespielten Rollen ab.
Im Vorfeld wurde befürchtet, dass das Publikum Schneider in dieser Rolle nicht akzeptieren würde, was sich letztlich als unbegründet erwies. Sowohl Kitty und die große Welt als auch Robinson soll nicht sterben verbuchten in den Kinos hohe Besucherzahlen, reichten aber nicht an den Erfolg des zweiten Sissi-Films heran. Für ihre erneute Darstellung der österreichischen Kaiserin wurde Schneider 1957 für den Bambi nominiert, der jedoch an Gina Lollobrigida ging.
1957 übernahm Schneider die Rolle der Erzählerin im musikalischen Märchen Peter und der Wolf, das als LP unter Herbert von Karajan aufgenommen wurde, und drehte drei Filme: Monpti (1957), für dessen Dreharbeiten sie zum ersten Mal nach Paris flog, Scampolo (1958) unter der Regie von Alfred Weidenmann und schließlich – nur noch widerwillig – den dritten und letzten Teil der Sissi-Trilogie: Sissi – Schicksalsjahre einer Kaiserin (1957).
Schneider wollte sich nicht länger auf nur eine Rolle festlegen lassen und weigerte sich, einen vierten Sissi-Film zu drehen. Dies bedeutete nicht nur ihren eigenen finanziellen Nachteil, da sie eine Gage von einer Million Mark ausschlug, sondern ging auch zu Lasten Magda Schneiders, um die es ab 1959 merklich still wurde, und führte zu einer spürbaren Verschlechterung ihres Verhältnisses zu ihrem Stiefvater. „Daddy“ Blatzheim, für den die Lukrativität der Rollenangebote und werbewirksame Auftritte im Vordergrund standen, hatte wenig Gehör für den künstlerischen Anspruch seiner Stieftochter. Hinzu kamen Eifersuchtsszenen, die er ihr machte, wenn sie mit ihren Filmpartnern flirtete. Schneider fühlte sich bald bevormundet und begann zu rebellieren, zunächst nur im Stillen in ihren Tagebüchern, später durch die selbstbestimmte Wahl ihrer Filme und Partner.

### Der Ausbruch
Vom 11. Februar 1957 bis 5. März 1957 bereiste Romy Schneider mit Mutter, Stiefvater und neun weiteren Personen Indien und Ceylon. Vom 13. Januar bis 5. Februar 1958 begab sich Schneider zusammen mit ihrer Mutter auf eine dreiwöchige Reise nach New York City und Hollywood. Anlass war die New Yorker Premiere ihres Films Mädchenjahre einer Königin, den die Walt Disney Company unter dem Titel The Story of Vicky in die US-amerikanischen Kinos brachte. Schneider gab zahlreiche Interviews in Rundfunk und Fernsehen, wurde von den großen Hollywood-Studios empfangen und pflegte Kontakte zu Kollegen wie Helmut Käutner, Curd Jürgens und Sophia Loren.
Zurück in Deutschland drehte sie 1958 Mädchen in Uniform an der Seite von Lilli Palmer, Therese Giehse und Christine Kaufmann. Der Film von Regisseur Géza von Radványi spielt 1910 in Preußen und erzählt die Geschichte der Internatsschülerin Manuela von Meinhardis (Schneider), die sich in ihre Lehrerin (Palmer) verliebt. Für die selbstkritische Schneider war es der erste Film, in dem sie sich selbst als Schauspielerin ernst nahm und bei dem sie selbstbewusst an ihre Rolle heranging. Auch die Presse lobte ihre schauspielerische Leistung. So schrieb beispielsweise die Neue Berliner Woche am 10. Oktober 1958: „Die lieblich herbe Romy Schneider und die souverän frauliche Lilli Palmer enttäuschten auch ein anspruchsvolles Parkett nicht: das lesbische Spiel kommt durchaus dezent und geschmackvoll über die Runden. Alles in allem eine saubere Arbeit, der man Anerkennung nicht versagen kann.“ Der Tag befand am 16. Oktober 1958: „Romy Schneider überrascht hier (nach den vielen Rollen, in denen sie kindlich-süßen Charme entwickeln musste) mit einer imponierenden darstellerischen Eindringlichkeit. Sie wirkt echt in ihrer anfänglichen Scheu und ihrer seelischen Verklemmung, aber auch in ihren späteren Gefühlsausbrüchen.“

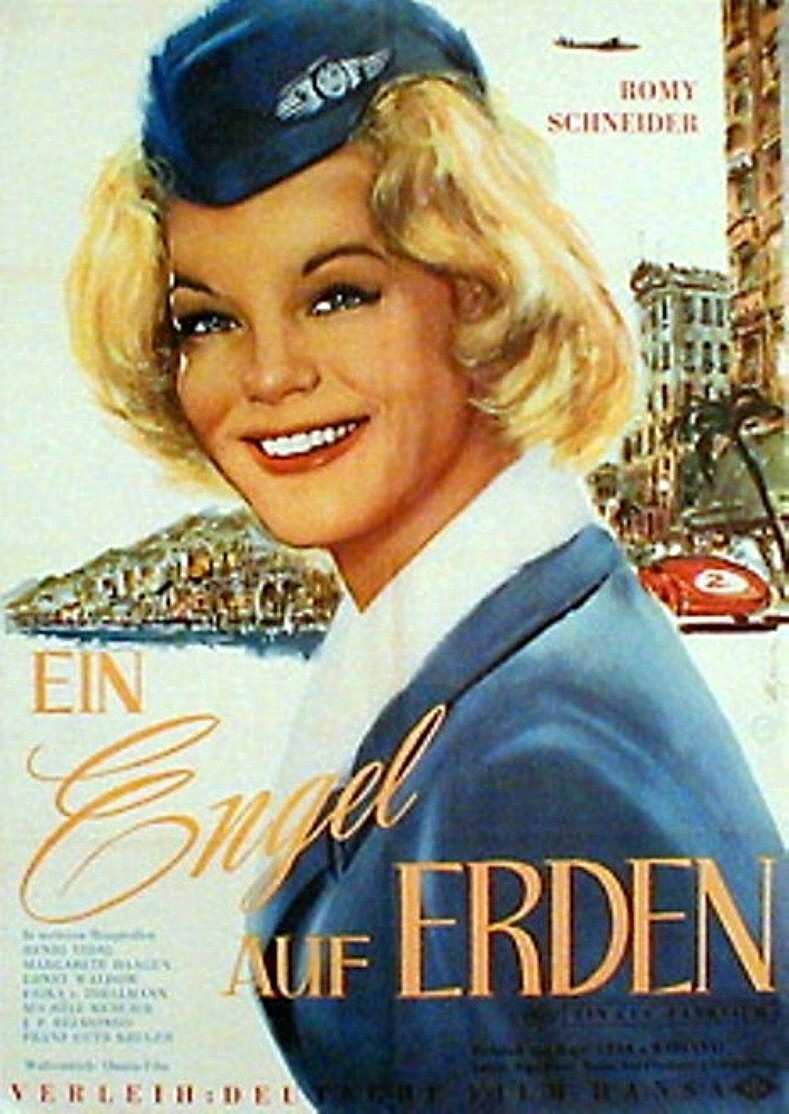
Schneider auf dem Filmplakat von Ein Engel auf Erden (1959)

Im Juni 1958 begannen die Dreharbeiten zu Christine, einem Remake der ersten Tonverfilmung des Stücks Liebelei von Arthur Schnitzler, in dem Schneider den 1933 von ihrer Mutter gespielten Part einnahm. Ihre Gage betrug 500.000 DM, womit sie 1958 die am besten bezahlte Schauspielerin Deutschlands war. Ihr Filmpartner war der damals noch unbekannte französische Schauspieler Alain Delon. Die beiden wurden nicht nur auf der Leinwand, sondern auch im wirklichen Leben ein Paar, und nach dem Ende der Dreharbeiten im Herbst 1958 ging die Zwanzigjährige mit Delon nach Paris. Ihre Familie lehnte Delon ab; da sie die Beziehung jedoch nicht unterbinden konnte, drängte sie darauf, ihr wenigstens einen bürgerlichen Rahmen zu geben. So feierten Schneider und Delon am 22. März 1959 ihre Verlobung am Luganer See.
Aber die Schauspielerin war nicht nur der Liebe wegen nach Frankreich gegangen. Für sie bedeutete es die endgültige Abnabelung von ihrem Elternhaus und die Hoffnung auf eine Karrierewende. Dass sie der deutschen Filmindustrie den Rücken kehrte, nahm ihr die heimische Presse lange Zeit übel, und viele Journalisten übergossen sie mit Häme und Beschimpfungen. Von Paris aus erfüllte Schneider noch die Verträge für die Filme Ein Engel auf Erden, Die schöne Lügnerin sowie Katja, die ungekrönte Kaiserin (alle erschienen 1959) und spielte die Hauptrolle in Fritz Kortners Fernsehfilm Die Sendung der Lysistrata (1961). Danach konzentrierte sie sich auf ihr neues Leben in Frankreich: „[Es war] eine Welt, die ich erobern wollte: Paris, das Theater, künstlerische Filme, große Regisseure mit phantastischen Plänen […].“
Die ersten Monate in Paris waren jedoch nicht immer leicht für die Schauspielerin. Die erfolgsverwöhnte Schneider erhielt keine Rollenangebote mehr, während Alain Delon gleichzeitig zum Weltstar avancierte. „In Deutschland war ich abgeschrieben, in Frankreich war ich noch nicht ‚angeschrieben‘. […] Alain raste von einem großen Film zum anderen. Gereizt reagierte ich auf jede neue Erfolgsnachricht, auf jede Mitteilung über einen schönen Vertrag, den Alain erhielt.“ Die berufliche Wende kam schließlich, als Delon sie mit dem Regisseur Luchino Visconti bekanntmachte und dieser ihr die weibliche Hauptrolle in seiner Inszenierung von John Fords Stück Schade, dass sie eine Dirne ist anbot. Für das Renaissance-Drama, bei dem sie gemeinsam mit Delon im Théâtre de Paris auf der Bühne stand, nahm sie französischen Sprachunterricht bei ihrem Kollegen Raymond Gérôme und Privatstunden bei einer Phonetik-Lehrerin.
Schneider, die nie eine reguläre Schauspielausbildung absolviert hatte, sagte später über die Zusammenarbeit mit Visconti: „Ich habe vier Lehrer: Visconti, Welles, Sautet und Żuławski. Der größte ist Visconti. Er hat mir beigebracht, was er allen beibringt, die mit ihm arbeiten, nämlich seine Art, die Dinge auf die Spitze zu treiben, seine Disziplin.“ Die Premiere des Theaterstücks, bei der unter anderem Ingrid Bergman, Shirley MacLaine und Jean Cocteau im Publikum saßen, fand am 29. März 1961 statt und wurde für Schneider zu einem großen Erfolg. Ihre darstellerische Leistung brachte ihr viele lobende Kritiken und die Anerkennung der Branche ein, so dass neue Rollenangebote nicht länger auf sich warten ließen.

Romy Schneider mit Anthony Quinn bei der Premiere von Der Kardinal in Paris (1963)

Im selben Jahr drehte sie, wieder unter der Regie von Visconti, Boccaccio 70 (1962) und ging auf eine monatelange Theatertournee mit Sacha Pitoëffs Inszenierung von Tschechows Die Möwe, ihrer zweiten und letzten Theaterrolle. Danach spielte sie an der Seite von Anthony Perkins in Orson Welles’ Film Der Prozeß (1962) die Rolle der Leni. Schneider selbst bezeichnete die Kafka-Verfilmung als einen ihrer wichtigsten Filme, für den sie mit dem Étoile de Cristal als beste ausländische Darstellerin ausgezeichnet wurde. Unter der Regie von Carl Foreman spielte sie dann in dem Episodenfilm Die Sieger (1963) eine junge Geigerin, die während des Zweiten Weltkriegs von einem Soldaten zur Prostitution gezwungen wird. Um in der Rolle einer Musikerin zu überzeugen, nahm Schneider Geigenunterricht bei dem schottischen Konzertmeister David McCallum Sr. (Vater des Schauspielers David McCallum), woraufhin ihr Filmpartner George Hamilton meinte, sie würde wohl auch den Ärmelkanal durchschwimmen, wenn es eine Rolle erfordere.
In Otto Premingers Der Kardinal (1963) gab sie die Baronesse Annemarie von Hartmann. Zudem setzte sie für ihren Vater Wolf die Nebenrolle des Barons von Hartmann durch – es war das einzige Mal, dass Vater und Tochter gemeinsam vor der Kamera standen. Schneider erhielt für ihre Darbietung eine Golden-Globe-Award-Nominierung als beste Hauptdarstellerin in einem Drama, bei der Preisverleihung 1964 ging die Auszeichnung jedoch an Leslie Caron für ihre Rolle in Das indiskrete Zimmer.
Im Herbst 1963 flog Schneider nach Los Angeles, um ihren ersten Hollywood-Film Leih mir deinen Mann an der Seite von Jack Lemmon zu drehen. Doch während sich ihre Karriere positiv entwickelte, brach zeitgleich das bis dato für sie „scheußlichste Jahr“ ihres Privatlebens an: Die Beziehung zu Delon ging in die Brüche. Aus der Zeitung erfuhr sie von seiner Affäre mit der Schauspielerin Nathalie Barthélemy. Als Schneider von den Dreharbeiten aus den Vereinigten Staaten nach Paris heimkehrte, hatte Delon die gemeinsame Wohnung bereits verlassen und heiratete kurz darauf Barthélemy. Schneider unternahm daraufhin einen Suizidversuch und nahm sich anschließend eine längere berufliche Auszeit. Leih mir deinen Mann feierte seine Weltpremiere am 22. Juli 1964 und wurde zum Kassenschlager. 
Um dieselbe Zeit trat Schneider wieder vor eine Filmkamera: Sie drehte unter der Regie von Henri-Georges Clouzot den Film L’Enfer (Die Hölle). Das Projekt stand jedoch von Anfang an unter keinem guten Stern. Schneiders Filmpartner Serge Reggiani erkrankte schwer, was sämtliche Dispositionen zunichtemachte, und drei Wochen nach Drehbeginn erlitt der Regisseur einen Herzinfarkt. Der Film wurde nie vollendet. Im darauffolgenden Jahr drehte Schneider an der Seite von Peter Sellers und Peter O’Toole in Paris die Komödie Was gibt’s Neues, Pussy? (1965) aus der Feder von Woody Allen.

### Rückkehr nach Deutschland

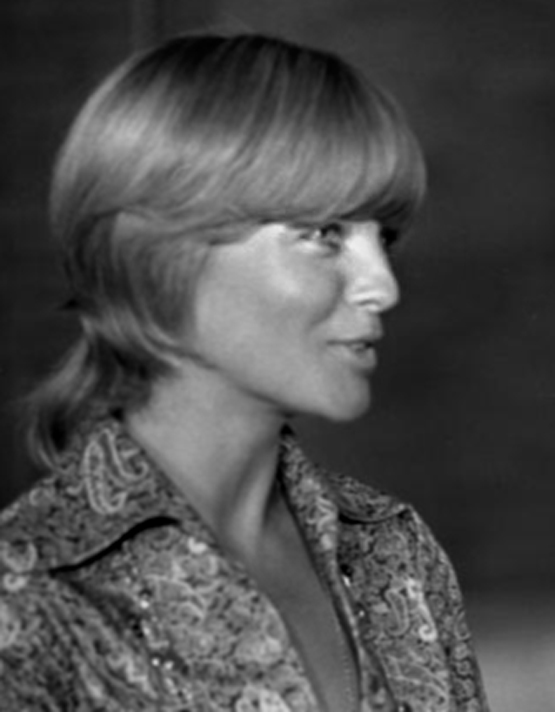
Romy Schneider (1971)

Im April 1965 flog Schneider zur Eröffnung zweier Restaurants ihres Stiefvaters nach Deutschland, wo sie den Regisseur und Schauspieler Harry Meyen kennenlernte. Die beiden wurden ein Paar und bezogen bald darauf ein Haus in der Winkler Straße in Berlin-Grunewald. Schneider beabsichtigte, in Berlin Theater zu spielen, doch obwohl sie sich mehrere Male mit Boleslaw Barlog und Fritz Kortner traf, um ein geeignetes Stück zu finden, erfüllte sich dieser Wunsch nicht.
Ihr nächster Kinofilm war das deutsch-französische Drama Schornstein Nr. 4 (1966), das zu großen Teilen in Oberhausen gedreht wurde und Schneider erstmals an der Seite von Michel Piccoli zeigt. Während der anschließenden Dreharbeiten zu Spion zwischen 2 Fronten (1966) heirateten Schneider und Meyen am 15. Juli 1966, kurz nach dessen Scheidung von der Schauspielerin Anneliese Römer. Am 3. Dezember desselben Jahres wurde in Berlin der gemeinsame Sohn David Christopher geboren. In den folgenden zwei Jahren widmete sich Schneider fast ausschließlich ihrem Dasein als Mutter und Ehefrau. Im Februar 1967 erlitt ihr Vater Wolf Albach-Retty im Alter von 60 Jahren einen tödlichen Herzinfarkt. Nur ein Jahr später starb Schneiders Stiefvater Hans Herbert Blatzheim an der gleichen Todesursache.
Ihr erster Film nach der Geburt ihres Sohnes trug den Titel Ein Pechvogel namens Otley und wurde im Frühjahr 1968 in London produziert. Im Sommer desselben Jahres drehte Schneider wieder mit Alain Delon. Von Der Swimmingpool (1969) erhoffte sich die Klatschpresse neue Schlagzeilen durch ein mögliches Wiederaufleben der einstigen Romanze, doch Schneider schrieb in ihr Tagebuch: „Wenn alle Schauspieler, die einmal zusammengelebt haben, keine Filme mehr zusammen drehen würden, gäbe es bald keine Filme mehr. Ich empfinde nichts mehr, es ist, als ob ich eine Mauer umarme. Absolut!“ Der Swimmingpool hatte im Januar 1969 in Paris Premiere und wurde ein großer Erfolg, sowohl bei Kritikern als auch kommerziell. Nach Inzest (1970) drehte Schneider Die Dinge des Lebens (1970) unter der Regie von Claude Sautet. Sie spielte darin erneut an der Seite von Michel Piccoli. Für den Soundtrack zum Film sangen sie das Duett La Chanson d’Hélène, das von Philippe Sarde und Jean-Loup Dabadie komponiert worden war.

### La Grande Dame in den 1970er Jahren
In den 1970er Jahren drehte Romy Schneider überwiegend in Frankreich, wo sie zu einer Grande Dame des französischen Films avancierte und durchweg einen modernen, unabhängigen Frauentyp verkörperte. Sie gehörte in diesem Jahrzehnt zusammen mit Catherine Deneuve und Annie Girardot zu den populärsten Schauspielerinnen des Landes. Zu Beginn des neuen Jahrzehnts entstanden mehrere Filme mit ihr in der Hauptrolle: Nach Die Geliebte des Anderen (1970) kamen 1971 die Filme Bloomfield, La Califfa sowie Das Mädchen und der Kommissar in den Verleih. Außerdem stand sie zum dritten Mal mit Delon für den Historienfilm Die Ermordung Trotzkis vor der Kamera, der in Deutschland unter dem Titel Das Mädchen und der Mörder erschien. Sie beteiligte sich zudem an der von Alice Schwarzer initiierten Medien-Aktion „Wir haben abgetrieben!“, zu der sich in der Zeitschrift Stern 374 Frauen bekannten.
Ein Jahr später übernahm Schneider erneut die Rolle, die für sie in den 1950er Jahren zu Fluch und Segen geworden war: In Ludwig II. verkörperte sie wieder die Kaiserin Elisabeth von Österreich, doch inszenierte Visconti die „Sissi“ dieses Mal authentisch, und Schneider befasste sich während der Vorbereitungen intensiv mit dem wahren Charakter der historischen Figur. Die Dreharbeiten begannen im Januar 1972 in Bad Ischl und wurden auf Englisch durchgeführt. Helmut Berger spielte den „Märchenkönig“; als Synchronregisseur hatte Schneider ihren Ehemann Harry Meyen durchgesetzt. Ebenfalls 1972 erschien der Film César und Rosalie; sie spielte an der Seite von Yves Montand und unter Anweisung ihres „Lieblingsregisseurs“, Claude Sautet.
Meyen und Schneider, die wegen seiner beruflichen Verpflichtungen inzwischen nach Hamburg gezogen waren, trennten sich 1973. Schneider kehrte daraufhin mit ihrem Sohn zurück nach Paris. Künstlerisch stand sie auf dem Höhepunkt ihrer Karriere. Sie konnte ihre Rollen frei wählen („Ich suche mir halt die Rosinen aus.“) und arbeitete mit bedeutenden Regisseuren und Schauspielerkollegen wie Richard Burton, Jean-Louis Trintignant, Klaus Kinski und Jane Birkin zusammen.
1973 und 1974 drehte Schneider innerhalb von zehn Monaten fünf Filme. In Le Train – Nur ein Hauch von Glück (1973) spielt sie Anna Kupfer, eine deutsche Jüdin auf der Flucht. Der schwelgerisch-melancholischen Romanze Sommerliebelei (1974) folgte Das wilde Schaf (1974), in dem sie eine vernachlässigte Ehefrau verkörpert, die sich auf einen Seitensprung einlässt, und in der bizarren Komödie Trio Infernal (1974) brilliert sie an der Seite von Michel Piccoli und Mascha Gonska als skrupellose und lebenshungrige Mordkomplizin. Im November 1974 filmte Schneider Die Unschuldigen mit den schmutzigen Händen (1975) und begann im April 1975 mit den Dreharbeiten zu dem Spielfilm Das alte Gewehr (1975), basierend auf dem Massaker von Oradour im Jahr 1944. Schneider spielt darin die Französin Clara, die von deutschen Soldaten vergewaltigt und ermordet wird. Für ihre Darbietung in Nachtblende (1975) erhielt sie im April 1976 schließlich ihren ersten César als beste Hauptdarstellerin und dankte in ihrer Rede ihrem „Meister und Freund“ Luchino Visconti, der wenige Wochen zuvor verstorben war.
Die Ehe mit Harry Meyen wurde am 8. Juli 1975 geschieden. Zu diesem Zeitpunkt war Schneider bereits mit ihrem elf Jahre jüngeren Privatsekretär Daniel Biasini liiert. Am 18. Dezember 1975 heirateten die beiden in Berlin. Sie drehte wieder mit Sautet (Mado, 1976) und spielte in der Verfilmung von Heinrich Bölls Roman Gruppenbild mit Dame die Rolle der Leni Gruyten. Am 21. Juli 1977 kam in Gassin ihre Tochter Sarah Magdalena Biasini zur Welt. Im selben Jahr wurde ihr für Gruppenbild mit Dame das deutsche Filmband in Gold in der Kategorie Beste darstellerische Leistung verliehen.
Nach der Geburt ihres zweiten Kindes arbeitete Schneider zum fünften und letzten Mal mit Claude Sautet zusammen. Für Eine einfache Geschichte (1978) wurde sie bei der Verleihung des César am 3. Februar 1979 erneut als beste Hauptdarstellerin ausgezeichnet und mit Lob überhäuft. Sautet über seine Hauptdarstellerin: „Sie ist die Synthese aus allen Frauen. Ihre Rolle in Eine einfache Geschichte ist von dem wahren Charakter Romy Schneiders inspiriert. Mit dieser Sprödigkeit, […], dieser Art von Stolz im Alltäglichen, dieser Würde, die sie auf eine ganz persönliche Art und Weise zeigt. Sie ist gleichzeitig Gefühl und Spannkraft, Panik und Heiterkeit! Vor allem aber besitzt sie Stärke. Sie hat eine Art von Anständigkeit, die aus ihr selbst herausstrahlt und die sie unabhängig macht. Romy ist eine Herausforderung.“
Ende der 1970er Jahre wollte Rainer Werner Fassbinder die Schauspielerin für die Hauptrolle in Die Ehe der Maria Braun (1979) gewinnen, doch die Zusammenarbeit scheiterte an Schneiders überzogener Gagenforderung und ihrem wankelmütigen Verhalten. Die Rolle ging schließlich an Hanna Schygulla. Stattdessen stand Schneider ab November 1978 mit Audrey Hepburn, Omar Sharif, Ben Gazzara, James Mason und Gert Fröbe für die Sidney-Sheldon-Verfilmung Blutspur (1979) vor der Kamera. Trotz seiner Starbesetzung hagelte es für den Kriminalfilm schlechte Kritiken. Beispielhaft stand im Tagesspiegel vom 23. Dezember 1979: „Namen wie Romy werden unter ihrem Preis verkauft. Ob man sie samt und sonders abschreiben kann? Die […] Produktion lässt es vermuten.“
Harry Meyen beging am 14. April 1979 in Hamburg Suizid, und Schneider machte sich Vorwürfe, sich nicht genug um ihn gekümmert zu haben. Im Spätsommer 1979 kam Die Liebe einer Frau in die Kinos, und Schneider wurde für ihre Darbietung in dem französischen Film für den César als beste Hauptdarstellerin nominiert. Im Science-Fiction-Krimi Death Watch – Der gekaufte Tod, der ein Jahr später in den Verleih kam, spielte sie an der Seite von Harvey Keitel, Harry Dean Stanton und Max von Sydow eine sterbenskranke Frau, die einer Fernsehgesellschaft die Übertragungsrechte an ihrem Tod verkauft.

### Die letzten Jahre
Im Frühjahr 1980 drehte Schneider den Spielfilm Die Bankiersfrau, der lose auf der Biografie der französischen Anlagebetrügerin Marthe Hanau basiert und im Paris der 1920er Jahre angesiedelt ist. Der Beginn der Dreharbeiten ihres nächsten Films, das Drama Die zwei Gesichter einer Frau (1981), verzögerte sich laut Biasini um einige Tage, da die Schauspielerin aufgrund ihres Alkoholkonsums und Medikamentenmissbrauchs zusammengebrochen war. In einem Interview mit dem Stern vom 23. April 1981 sah Schneider sich am Ende ihrer Kräfte: „Ich muss Pause machen, ich muss endlich zu mir selbst finden. […] Im Moment bin ich zu kaputt.“ Auch die Ehe mit Biasini war in eine Krise geraten, die sich nicht bereinigen ließ, so dass Schneider im Mai 1981 die Scheidung einreichte. Im selben Monat unterzog sich die Schauspielerin außerdem einer schweren Operation: Wegen eines gutartigen Tumors musste ihr die rechte Niere entfernt werden. Ihr größter Schicksalsschlag ereilte sie jedoch im Sommer 1981. Am 5. Juli starb ihr vierzehnjähriger Sohn bei dem Versuch, über den Zaun auf das Grundstück von Biasinis Eltern zu gelangen. Er hatte beim Klettern das Gleichgewicht verloren und war im Fallen von einer Metallspitze des Zauns aufgespießt worden.
Ihr vorletzter Film Das Verhör kam am 23. September 1981 – Schneiders 43. Geburtstag – in die französischen Kinos. Obwohl nach dem Tod ihres Sohnes alles danach aussah, als könne sie diesen Verlust nicht bewältigen, erschien Schneider kurz darauf im Oktober 1981 in Berlin zu den Dreharbeiten ihres letzten Films: Die Spaziergängerin von Sans-Souci. In dem Film nimmt sie in ihrer Rolle als Elsa Wiener den jüdischen Jungen Max Baumstein (gespielt vom damals dreizehnjährigen Wendelin Werner) in ihre Obhut. Auf die Frage, woher sie so kurz nach dem Tod ihres Sohnes die Kraft nehme, mit einem fast gleichaltrigen Jungen vor der Kamera zu stehen, antwortete sie: „Ich wusste, dass es schmerzhafte Momente geben würde, nicht nur wegen einiger Sequenzen, sondern weil mein Beruf sehr hart ist. [… Der Regisseur] Jacques Rouffio hat auf wundervolle Weise Verständnis gezeigt. Er erriet, wenn es für mich zu schmerzhaft war. Er verstand es, mir die richtigen Worte zu sagen.“ Außerdem meinte sie: „Man kann einen Augenblick lang nachdenken, aber dann muss man weitermachen. Stehenbleiben ist für mich nicht möglich. Man stürzt sich in die Arbeit, weil man es tun muss – und es hilft auch ein wenig zu vergessen.“
Nach den Dreharbeiten begab sich Schneider mit ihrem neuen Lebensgefährten, dem französischen Filmproduzenten Laurent Pétin, auf die Suche nach einem Haus auf dem Land, wo sie sich endgültig niederlassen und zur Ruhe kommen wollte. Im März 1982 wurden sie in Boissy-sans-Avoir, Département Yvelines, 50 Kilometer außerhalb von Paris fündig. Im April 1982 fand die Premiere von Die Spaziergängerin von Sans-Souci statt. Schneiders schauspielerische Leistung wurde als herausragend gefeiert, und sie erhielt eine Nominierung für den César als beste Hauptdarstellerin. Am 9. Mai 1982 flog sie mit Pétin zu ihrem Vermögensverwalter nach Zürich, denn es gab Schwierigkeiten bei der Finanzierung des Landhauses. Obwohl Schneider mit ihren Filmen ein Vermögen verdient hatte, stand sie am Ende ihres Lebens vor einem Schuldenberg: Hans Herbert Blatzheim, der bis zu seinem Tod im Mai 1968 die Gagen seiner Stieftochter verwaltete, hatte ihre gesamten Einnahmen veruntreut. Harry Meyen war nach der Scheidung eine Abfindung von über einer Million Mark gezahlt worden. Daniel Biasini hatte ebenfalls auf Kosten der Schauspielerin ein Luxusleben geführt, und zu guter Letzt verlangte das französische Finanzamt Nachzahlungen in Millionenhöhe. In Zürich verfasste sie am 10. Mai 1982 ihr Testament, in dem sie alles ihrer Tochter Sarah und Pétin hinterließ.

### Tod
Am Abend des 28. Mai 1982 waren Schneider und ihr Lebensgefährte bei dessen Bruder in Paris zum Essen eingeladen. Auf dem Heimweg in ihre gemeinsame Wohnung in der Rue Barbet de Jouy 11 sprachen sie über ihre Wochenendpläne. Zu Hause angekommen, wollte Schneider noch etwas länger aufbleiben, um Musik zu hören. Am frühen Morgen des 29. Mai 1982 fand Pétin die 43-jährige Schauspielerin leblos zusammengesunken an ihrem Schreibtisch.

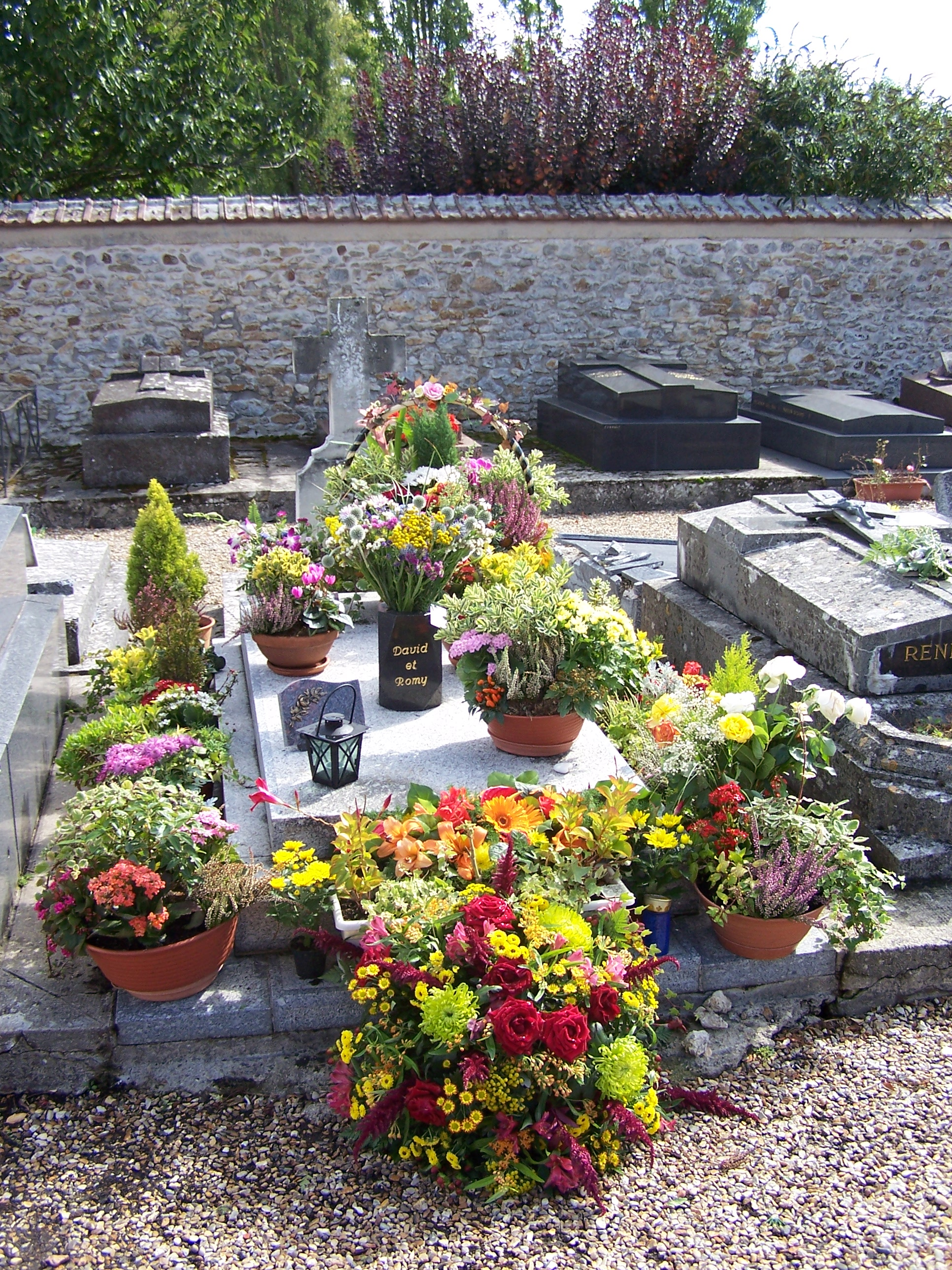
Grab Schneiders und ihres Sohnes in Boissy-sans-Avoir, Frankreich

In Interviews schlossen ihr Leibfotograf und ihr Manager Suizid aus und beriefen sich auf ein in Vorbereitung befindliches Filmprojekt mit Alain Delon und ihren Plan, aufs Land zu ziehen. In der Presse dagegen wurde Schneiders Tod zunächst meist als Suizid interpretiert, im Totenschein ist jedoch nur Herzversagen als Todesursache angegeben, was später zum Teil als „Tod an gebrochenem Herzen“ verklärt wurde, letztlich aber keinen sicheren Schluss auf die Todesumstände zulässt.
Dass die Schauspielerin den Konsum von Alkohol, abendlichen Schlaf- und morgendlichen Aufputschmitteln entgegen ärztlicher Anweisung auch nach ihrer Operation nicht aufgegeben hatte, war bekannt. Nach Angaben des Leichenbeschauers konnte ein Fremdverschulden an ihrem Tod ausgeschlossen werden, weshalb der zuständige Staatsanwalt aus Pietät gegenüber ihren Angehörigen auf eine Obduktion verzichtete.
Schneider wurde auf dem Friedhof von Boissy-sans-Avoir beigesetzt. Auf Veranlassung von Delon, der ihre Beerdigung organisiert hatte, wurde ihr Sohn vom Friedhof in Saint-Germain-en-Laye in das Grab seiner Mutter umgebettet. Ihr schriftlicher Nachlass befindet sich im Archiv der Akademie der Künste in Berlin.

## Wirkung und Rezeption

### Image, Inszenierung und Rollenwahl
Auch Jahrzehnte nach ihrem Tod fasziniert Romy Schneider die Medien und das Publikum. Im Zusammenhang mit ihrer Person wird deshalb häufig von einem „Mythos“ gesprochen. Als Gründe für diese anhaltende Faszination werden ihre zeitlose Schönheit, die herausragende schauspielerische Leistung und ihr leidenschaftliches Streben nach beruflicher Anerkennung genannt. Auch ihre verzweifelte Suche nach dem privaten Glück und ihr früher Tod tragen zur Legendenbildung bei.
Die Karriere der Schauspielerin dauerte fast 30 Jahre. Im Laufe dieser Zeit wandelte sich ihr Image, im Einklang mit ihrer Rollenwahl, vom Wiener Mädel über die schicke Pariserin und Femme fatale zur gereiften Dame von Welt. In ihren frühen Filmen der 1950er Jahre verkörperte sie stets den süßen, verliebten Backfisch und spielte sich als „Sissi“ in die Herzen eines Millionenpublikums. Um dem Bild des wahrgewordenen Prinzessinnentraums zu entfliehen, ging Romy Schneider nach Paris, wo sie ihr Äußeres in Coco Chanels berühmtem Atelier in der Rue Cambon verändern ließ. „Ich will ganz französisch sein in der Art, wie ich lebe, liebe, schlafe und mich anziehe“, kokettierte sie damals. Die Modeschöpferin stylte sie zu einer modernen, mondänen und verführerischen Frau und die französische Presse bemerkte bald: „Vom Deutschen hat diese junge Pariserin nichts mehr, keinen Akzent mehr, oder doch sehr wenig, keinen Appetit mehr, keinen schlechten Geschmack mehr … Die Metamorphose ist total.“
Auf der Leinwand zeigte sie ab den 1960er Jahren vermehrt nackte Haut und verkörperte geheimnisvolle, verruchte oder provokante Charaktere. In Interviews und für Magazinfotos gab sie sich verführerisch und begann mit zunehmender Erfahrung, sich gezielt zu inszenieren. So posierte sie 1964 – wenige Monate nach der Trennung von Alain Delon – für den Fotografen Will McBride in einem Pariser Hotelzimmer. Die bei diesem Fototermin entstandenen Schwarz-Weiß-Aufnahmen, die in der Jugendzeitschrift twen veröffentlicht wurden, zeigen viele Facetten der Künstlerin: auf einigen wirkt sie verletzt, nachdenklich und traurig, auf anderen zeigt sie sich selbstbewusst und neuen Lebensmut ausstrahlend.
In ihren Filmen der 1970er Jahre spielte sie oft den gleichen Typ Frau: verletzlich, gedemütigt, ein Opfer, nahe dem Nervenzusammenbruch. Hildegard Knef beschrieb ihre Kollegin damals mit den Worten: „Mehr und mehr entblättert sich ein Bündel brachliegender Nerven, unkontrollierbarer Emotionen. Selbstironie scheint furchteinflößend und weitab von ihrem Sprachschatz, Denken, Fühlen. Sie erinnert an die Monroe. Widerborstiger, angriffsbereiter als jene, doch gleichermaßen verwundbar-wankelmütig.“ Die Theatralik ihrer Rollen spiegelte sich auch in ihrem Aussehen wider: dunkles Make-up, stark geschminkte Augen und straff aus dem Gesicht gekämmte, den markanten Haaransatz betonende Frisuren wurden ihre Markenzeichen.

### Schauspielerische Ausdrucksmittel
Da Romy Schneider der Spross einer Schauspieldynastie war und nie eine Schauspielschule besucht hatte, scheint es, als sei ihr das schauspielerische Können vererbt worden. Dieses Talent, gepaart mit ihrem schönen, makellosen Gesicht, das für Nahaufnahmen wie geschaffen schien und eine perfekte Projektionsfläche bot, verlieh Romy Schneider eine starke Leinwandpräsenz. „Die Kamera liebte sie, und sie liebte die Kamera“, weshalb sie sich nicht davor scheute, völlig ungeschminkt vor sie zu treten, um ihren Rollen mehr Dramatik zu verleihen.
Zudem vermochte Schneider eine beachtliche Bandbreite an Gefühlen auszudrücken. So sagte Claude Sautet einmal über seine Muse: „Ihr Gesichtsausdruck kann sich abrupt verändern, von männlich-aggressiv in sanft-subtil. Romy ist keine gewöhnliche Schauspielerin […] Sie hat diese Vielschichtigkeit, die nur die ganz großen Stars haben. Ich habe sie hinter der Kamera gesehen, konzentriert, nervös, mit einer Vornehmheit und Impulsivität, einer inneren Haltung, von der Männer sich bedrängt und gestört fühlen. Romy erträgt weder die Mittelmäßigkeit noch den Verfall von Gefühlen. Sie hat sehr viel Gefühl. Sie wird immer als Schauspielerin arbeiten, denn sie hat ein Gesicht, dem die Zeit nichts anhaben kann. Die Zeit kann sie nur aufblühen lassen.“
Vor allem in ihren Filmen der 1970er Jahre spielte sie oft bis an ihre physischen und psychischen Grenzen und erweckte dabei den Eindruck, als füllte sie ihre Rollen mit eigenem Leben, eigenen Erfahrungen. „Ich wählte Romy Schneider nicht nur wegen ihres Talents [für die Rolle der Nadine Chevalier in Nachtblende] aus, sondern wegen der Affinität zwischen der Schauspielerin und der von ihr zu verkörpernden Figur. Denn zwischen ihr und der Person, die sie spielte, herrschte immer eine tiefe Übereinstimmung“, erklärte Regisseur Andrzej Żuławski. Schneider selbst betonte jedoch, dass sie niemals sich selbst spiele: „Jeder, der glaubt, ich sei wie in meinen Filmen, ist ein Idiot.“

### Verhältnis zu den Medien
Seit ihrer frühen Jugend war die mediale Berichterstattung in Romy Schneiders Leben allgegenwärtig. Während die französische Presse die Schauspielerin verehrte, lässt sich das Verhältnis zu den deutschen Medien als eine Art „Hass-Liebe“ charakterisieren.
Zu Beginn ihrer Karriere feierte die deutsche Presse Schneider als das süße „Wiener Mädel“ und liebreizende Kaiserin; und die junge Schauspielerin las gern, wie begabt, hübsch und entzückend sie sei. Bald machte es ihr jedoch zu schaffen, dass die Medien weiterhin ihr „Sissi“-Image pflegten und sie als „Jungfrau von Geiselgasteig“ betitelten, obwohl sie diesem Bild in Wirklichkeit gar nicht entsprach und sich nach einer beruflichen Weiterentwicklung sehnte, die ihr die Presse nahezu unmöglich machte.
Die Lobeshymnen der deutschen Presse verstummten, als Schneider es schließlich wagte, Deutschland beruflich den Rücken zu kehren und nach Paris zu gehen, um in „wilder Ehe“ mit dem Franzosen Alain Delon zu leben. Die Berichterstattung über die „abtrünnige Sissi“ verkehrte sich sogar ins Gegenteil: Jeder berufliche oder private Misserfolg wurde hämisch kommentiert und selbst vor Beschimpfungen als „dumme Liese“, „Vaterlandsverräterin“ und „Franzosenflittchen“ machten die deutschen Journalisten nicht halt. Später sagte Schneider in einem Gespräch mit Alice Schwarzer im Dezember 1976: „Wir sind die beiden meistbeschimpften Frauen Deutschlands.“
Lange Zeit machte sie sich deshalb für die deutsche Presse und das deutsche Publikum rar. Ihr erster Versuch nach vielen Jahren, mit den deutschen Medien Frieden zu schließen, misslang: Bei ihrem Auftritt im Deutschen Fernsehen in Dietmar Schönherrs Talkshow Je später der Abend im Oktober 1974 legte sie dem ebenfalls eingeladenen Schauspielerkollegen und verurteilten Bankräuber Burkhard Driest nach seiner Lebensbeschreibung ihre Hand auf den Arm und sagte: „Sie gefallen mir, Sie gefallen mir sehr.“ Am nächsten Tag berichteten die Zeitungen nicht über ihren neuen Film, sondern über diese „skandalöse“ Geste.
Schneider sah sich selbst als Opfer der deutschen Presse: „Das Meiste, was über mich geschrieben wurde, sind Lügen – Lügen von unfähigen, dummen Journalisten.“ Auf der anderen Seite bediente sie die Reporter bereitwillig, teilte die intimsten Gedanken und ihren seelischen Schmerz mit der Presse und rief sogar solche Journalisten für ein Interview an, die zuvor über sie hergezogen hatten. Diese freiwilligen, gelegentlich gewährten Einblicke in ihr Privatleben vermochten die mediale Sensationsgier jedoch nicht zu befriedigen. Schneider wurde auf Schritt und Tritt von Paparazzi verfolgt, die selbst nach den von ihr erlittenen Schicksalsschlägen nicht davor zurückschreckten, in die Privatsphäre der Schauspielerin einzudringen. So versuchten Pressefotografen 1967 die trauernde Romy Schneider beim Begräbnis ihres Vaters abzulichten und einem als Krankenpfleger getarnten Paparazzo gelang es nach dem tödlichen Unfall ihres Sohnes, die Leiche des Kindes im Krankenhaus zu fotografieren. In einem Interview mit Michel Drucker in der französischen Fernsehsendung Champs-Élysées machte die Schauspielerin im April 1982 ihrer Wut über diesen Vorfall Luft: „… que des journalistes se déguisent en infirmiers pour photographier un enfant mort … où est la morale? Où est le tact?“ (dt.: „… dass sich Journalisten als Krankenpfleger verkleiden, um ein totes Kind zu fotografieren … wo ist da die Moral? Wo ist das Taktgefühl?“).
Anders als von der deutschen Presse wurde Schneider von den Journalisten in Frankreich sehr geschätzt. Nach nur wenigen Auftritten am Theater bejubelten die Kritiker sie als Charakterdarstellerin und feierten sie in den 1970ern als „Romy, la Grande“ (Romy, die Große). Der französische Schauspieler Jean-Claude Brialy, ein langjähriger Freund Schneiders, erklärte diese Verehrung damit, dass die Schauspielerin die Franzosen mit ihrem Talent und ihrer Schönheit berührt habe und es deshalb einfach gewesen sei, ihr alles zu verzeihen, und er fügte hinzu: „Darum ließ sie sich lieber von der französischen Presse verhätscheln als von der deutschen Presse kaputtmachen.“

### Publikum und Anhängerschaft
In den 1950er Jahren steckte das deutsche Fernsehen noch in den Anfängen, der Rundfunk folgte einem reinen Bildungsauftrag und das Theater war allein der wohlhabenden Gesellschaft vorbehalten. Das Kino hingegen war ein Vergnügen, das sich die breite Bevölkerung leisten konnte, und das deutsche Nachkriegspublikum sehnte sich nach unbeschwerter Unterhaltung, was die Blütezeit deutscher Heimatfilme nach dem Zweiten Weltkrieg erklärt. Der deutsche Film jener Zeit hatte Stars wie Sonja Ziemann, Lilli Palmer, Maria Schell oder Ruth Leuwerik, aber kaum eine Schauspielerin rührte die Herzen der Deutschen so wie die junge Romy Schneider. Sie verkörperte Unschuld, Unbekümmertheit und brachte Hoffnung auf einen glücklichen Neuanfang. In ihren ersten Filmen entführte Romy Schneider das Publikum in eine heile Welt und ließ es alle Alltagssorgen vergessen. Mit Sissi lieferte Romy Schneider schließlich den Stoff, aus dem Mädchenträume sind, und die Begeisterung der Deutschen für „ihre“ Märchenkaiserin kannte keine Grenzen mehr. Magda Schneider erklärte sich dies so: „Warum springen die Menschen so auf Romy an? Weil sie spüren, dass hier endlich mal ein Geschöpf ist, das mit dem Dreck der Welt nicht in Berührung gekommen ist.“
In dieser Zeit wurde Schneider vielfach mit Publikumspreisen wie dem Bravo Otto ausgezeichnet. 1957, 1958 und 1959 wählten sie die Leser der Zeitschrift Bravo stets unter die beliebtesten deutschen Schauspielerinnen. Nachdem Schneider Deutschland verlassen und sich die Berichterstattung der deutschen Presse ins Negative verkehrt hatte, brach jedoch die Begeisterung beim Publikum ab. Galt Schneider zuvor als einer der größten Kassenmagneten des deutschen Films, war dieser Ruf in den 1960er Jahren völlig ruiniert. Die Deutschen konnten mit Schneiders neuen, anspruchsvolleren Rollen wenig anfangen, verlangten vereinzelt sogar ihr Geld an der Kinokasse zurück.
Das französische Publikum war hingegen offen für Schneiders „neue“ Filme. Es haftete nicht an den Erfolgen der Sissi-Trilogie und ließ der Schauspielerin jeglichen Freiraum, sich zu entwickeln. Die Deutschen zeigten sich erst in den 1970er Jahren wieder aufgeschlossen für Schneiders Arbeit, eine Welle der Begeisterung wie in den 1950er Jahren vermochte die Schauspielerin zu ihren Lebzeiten beim deutschen Publikum jedoch nicht mehr auszulösen.

## Filmografie

### Spielfilme
- 1953: Wenn der weiße Flieder wieder blüht
- 1954: Feuerwerk
- 1954: Mädchenjahre einer Königin
- 1955: Die Deutschmeister
- 1955: Der letzte Mann
- 1955: Sissi
- 1956: Sissi, die junge Kaiserin
- 1956: Kitty und die große Welt
- 1957: Robinson soll nicht sterben
- 1957: Monpti
- 1957: Sissi – Schicksalsjahre einer Kaiserin
- 1958: Scampolo
- 1958: Mädchen in Uniform
- 1958: Christine
- 1959: Die Halbzarte
- 1959: Ein Engel auf Erden
- 1959: Die schöne Lügnerin
- 1959: Katja, die ungekrönte Kaiserin (Katia)
- 1960: Nur die Sonne war Zeuge (Plein soleil) (nicht im Vorspann genannt)
- 1962: Forever My Love (englische Sissi-Version – Zusammenschnitt der drei Sissi-Filme)
- 1962: Boccaccio 70 (Boccaccio ’70/Il lavoro)
- 1962: Der Kampf auf der Insel (Le Combat dans l’île)
- 1962: Der Prozeß (Le Procès)
- 1962: Showman (Dokumentarfilm)
- 1963: Die Sieger (The Victors)
- 1963: Der Kardinal (The Cardinal)
- 1964: Leih mir deinen Mann (Good Neighbour Sam)
- 1964: L’Amour à la mer
- 1964: L’Enfer (unvollendet)
- 1965: Was gibt’s Neues, Pussy? (What’s New, Pussycat?)
- 1966: Halb elf in einer Sommernacht (10:30 P.M. Summer)
- 1966: Schornstein Nr. 4 (La Voleuse)
- 1966: Spion zwischen 2 Fronten (Triple Cross)
- 1969: Der Swimmingpool (La Piscine)
- 1969: Ein Pechvogel namens Otley (Otley)
- 1970: Inzest (My Lover My Son)
- 1970: Die Dinge des Lebens (Les Choses de la vie)
- 1970: Die Geliebte des Anderen (Qui?)
- 1970: La Califfa
- 1971: Das Mädchen und der Kommissar (Max et les ferrailleurs)
- 1971: Bloomfield
- 1972: Das Mädchen und der Mörder (L‘assassinat de Trotsky)
- 1972: César und Rosalie (César et Rosalie)
- 1973: Ludwig II. (Ludwig)
- 1973: Le Train – Nur ein Hauch von Glück (Le Train)
- 1974: Sommerliebelei (Un amour de pluie)
- 1974: Das wilde Schaf (Le Mouton enragé)
- 1974: Trio Infernal (Le Trio infernal)
- 1975: Nachtblende (L’Important, c’est d’aimer)
- 1975: Die Unschuldigen mit den schmutzigen Händen (Les Innocents aux mains sales)
- 1975: Das alte Gewehr (Le Vieux fusil)
- 1976: Die Frau am Fenster (Une femme à sa fenêtre)
- 1976: Mado
- 1977: Gruppenbild mit Dame (Portrait de groupe avec dame)
- 1978: Eine einfache Geschichte (Une histoire simple)
- 1979: Blutspur (Bloodline)
- 1979: Die Liebe einer Frau (Clair de femme)
- 1980: Death Watch – Der gekaufte Tod (La Mort en direct)
- 1980: Die Bankiersfrau (La Banquière)
- 1981: Die zwei Gesichter einer Frau (Fantasma d’amore)
- 1981: Das Verhör (Garde à vue)
- 1982: Die Spaziergängerin von Sans-Souci (La Passante du Sans-Souci)

### Fernsehauftritte (Auswahl)
- 1955: Zu Gast bei Margot Hielscher (Talkshow)[134]
- 1958: The Ed Sullivan Show (Fernsehshow)[135]
- 1959: Aktuelle Schaubude (Fernsehshow)[136]
- 1961: Die Sendung der Lysistrata (Fernsehfilm)
- 1963: The Merv Griffin Show (Fernsehshow)[137]
- 1967: Romy – Portrait eines Gesichts (Dokumentarfernsehfilm)
- 1968: Stars in der Manege (Fernsehshow)[138]
- 1969: Stars in der Manege (Fernsehshow)[139]
- 1969: The Tonight Show (Late-Night-Show)[140]
- 1969: The Dean Martin Comedy Hour (Fernsehshow)[141]
- 1969: Rowan & Martin’s Laugh-In (Fernsehshow)[142]
- 1970: The Bob Hope Christmas Special (Fernsehshow)[143]
- 1971: The Dick Cavett Show (Talkshow)[144]
- 1971: Der Star-Gast: Romy Schneider (Henno Lohmeyer und Georg Stefan Troller im Gespräch mit Romy Schneider und Harry Meyen)[145]
- 1971: V.I.P.-Schaukel (Fernsehreihe)[146]
- 1974: Je später der Abend (Talkshow)[147]
- 1977: Tausend Lieder ohne Ton (Fernsehfilm, nicht im Abspann genannt)
- 1979: Der Große Preis (Quizshow)[148]
- 1982: Champs-Élysées (Fernsehshow)[149]

### Theaterauftritte
- 1961: Schade, dass sie eine Dirne ist (Dommage qu’elle soit une putain; Théâtre de Paris; Regie: Luchino Visconti, Rolle: Annabella)
- 1962: Die Möwe (La mouette; Théâtre de Paris, Theatertournee; Stationen unter anderem in Paris, Orléans, Nizza und Baden-Baden; Regie: Sacha Pitoëff, Rolle: Nina)

### Synchronisation
Romy Schneider synchronisierte ihre auf Französisch gedrehten Filme fast ausschließlich selbst ins Deutsche und Englische. Die Synchronisation von Die Spaziergängerin von Sans-Souci konnte sie aufgrund ihres plötzlichen Todes nicht mehr übernehmen. Eva Manhardt, die Romy Schneider bereits in Das alte Gewehr synchronisiert hatte, lieh ihr deshalb ihre Stimme für die deutsche Version des Films.

## Diskografie (Originalveröffentlichungen)
Lieder:
- 1955: Wenn die Vöglein musizieren (aus dem Film Die Deutschmeister), B-Seite: Der erste Liebesbrief (aus den Sessions zu diesem Film); Label: Electrola, Kat.-Nr. EG 8180
- 1958: Cuando los pajaritos cantan (1. Song der A-Seite, spanische Version von Wenn die Vöglein musizieren), La primera carta de amor (2. Song der A-Seite, spanische Version von Der erste Liebesbrief); Label: La Voz De Su Amo, Kat.-Nr. 7 EPL 13.100
- 1959: Merci Monpti (aus dem Film Monpti), B-Seite: Ja, man verliebt sich (aus dem Film Die schöne Lügnerin); Label: Ariola, Kat.-Nr. 35 484
- 1970: La Chanson d’Hélène mit Michel Piccoli (aus dem Film Die Dinge des Lebens); Label: Philips, Kat.-Nr. 6311 021

Hörspiele:
- 1957: Peter und der Wolf (Erzählerin); Label: Columbia/Deutscher Schallplattenclub, Kat.-Nr. D 001

## Auszeichnungen und Ehrungen

### Auszeichnungen im Wettbewerb
César
- 1976: Auszeichnung für Nachtblende als beste Hauptdarstellerin
- 1977: Nominierung für Die Frau am Fenster als beste Hauptdarstellerin
- 1979: Auszeichnung für Eine einfache Geschichte als beste Hauptdarstellerin
- 1980: Nominierung für Die Liebe einer Frau als beste Hauptdarstellerin
- 1983: Nominierung für Die Spaziergängerin von Sans-Souci als beste Hauptdarstellerin

Golden Globe Award
- 1964: Nominierung für Der Kardinal als beste Hauptdarstellerin in einem Drama

Bambi
- 1955: 2. Platz als beste Schauspielerin – national für Mädchenjahre einer Königin
- 1956: Nominierung für Sissi als beste Schauspielerin – national
- 1957: Nominierung für Sissi, die junge Kaiserin als beste Schauspielerin – national
- 1958: Nominierung für Sissi – Schicksalsjahre einer Kaiserin als beste Schauspielerin – national

Filmband in Gold
- 1959: Nominierung für Mädchen in Uniform als beste Hauptdarstellerin
- 1977: Auszeichnung für Gruppenbild mit Dame als beste Hauptdarstellerin

Rose d’Or
- 1982: Auszeichnung für Die Spaziergängerin von Sans-Souci als beste Hauptdarstellerin

Étoile de Cristal
- 1963: Auszeichnung für Der Prozeß als beste ausländische Schauspielerin

Bravo Otto
- 1957: Bravo Otto in Bronze
- 1958: Bravo Otto in Gold
- 1959: Bravo Otto in Silber
- 1971: Bravo Otto in Silber
- 1972: Bravo Otto in Bronze
- 1977: Bravo Otto in Bronze

### Preise außerhalb des Wettbewerbs und sonstige Ehrungen

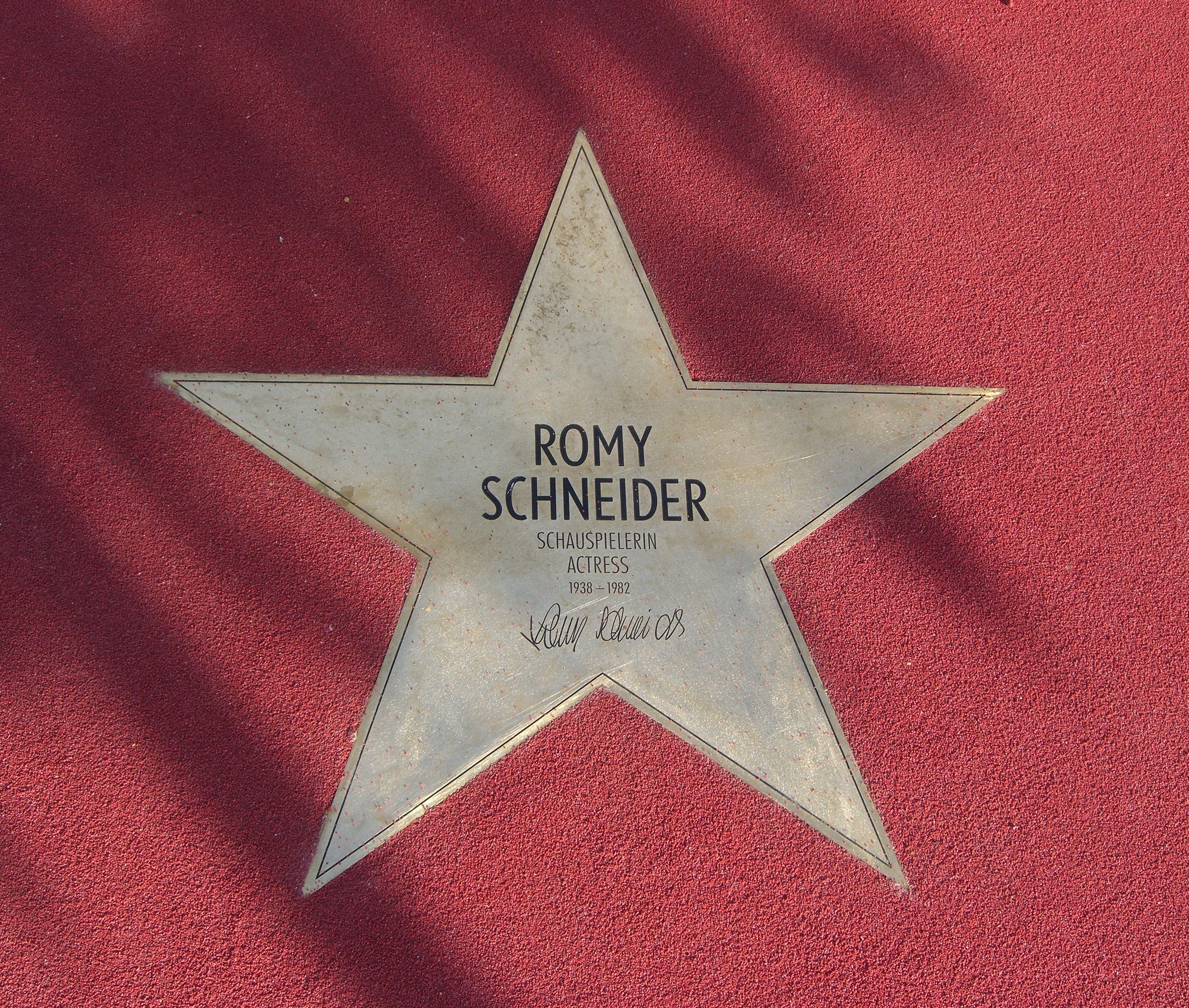
Stern Schneiders auf dem Berliner Boulevard der Stars

1979 wurde Romy Schneider mit dem David di Donatello für ihr Lebenswerk geehrt und bei der Verleihung des César 2008 posthum mit dem Ehrenpreis ausgezeichnet; die Laudatio hielt Alain Delon.
1984 wurde der Romy-Schneider-Preis geschaffen, mit dem Nachwuchsschauspielerinnen der französischen Filmindustrie ausgezeichnet werden. Zudem wird seit 1990 in Wien der österreichische Film- und Fernsehpreis Romy verliehen. Die Trophäe ist eine vergoldete Statuette der Schauspielerin aus einer Szene in Der Swimmingpool.
Die Deutsche Post gab im Jahr 2000 zu Ehren Schneiders eine Wohlfahrtsmarke heraus; 2008 erschien die Sondermarke „Romy Schneider“ der Österreichischen Post.
2006 wurde Schneider in der ZDF-Reihe Unsere Besten von den Fernsehzuschauern auf den dritten Platz der deutschen Lieblingsschauspieler gewählt.
Im März 2009 beschloss der Gemeinderat von Schönau am Königssee, wo die Schauspielerin als Kind gelebt hatte, nach einer Anregung des Berchtesgadener Kinobetreibers Hans Klegraefe, ein Romy-Schneider-Denkmal zu errichten. Die von Walter Andreas Angerer gestaltete Plastik besteht aus einem aus Stahl geschnittenen Negativ-Scherenschnitt. Zudem benannte der Ort Elsbethen, in dem Romy Schneider aufs Internat gegangen war, zu Ehren der Schauspielerin eine Straße nach ihr. Im 23. Wiener Gemeindebezirk Liesing wurde die Romy-Schneider-Gasse nach ihr benannt. Auch im Berliner Ortsteil Haselhorst und in Ingolstadt wurden Straßen nach ihr benannt. Seit 2010 trägt ein Stern auf dem Boulevard der Stars in Berlin ihren Namen.
Im September 2020 beschloss der Münchner Stadtrat, Schneider mit der Benennung des „Romy-Schneider-Platzes“ in München zu ehren. Zum 82. Geburtstag am 23. September 2020 wurde Schneider in Deutschland, Frankreich, Österreich, Island und der Ukraine mit einem Google Doodle geehrt.
Im September 2020 wurde das Romy Schneider Museum in der Gemeinde Felixsee in Brandenburg eröffnet.

## Film- und Bühnenmaterial

### Dokumentationen
Bereits zu Lebzeiten der Schauspielerin entstand der Dokumentarfilm Romy – Portrait eines Gesichts (Alternativtitel: Romy – Anatomie eines Gesichts; 1967) im Auftrag des Bayerischen Rundfunks. Die Dreharbeiten dazu fanden im Februar 1966 unter der Regie von Hans-Jürgen Syberberg in Kitzbühel statt. Drei Tage lang begleitete die Kamera die damals 27-jährige Romy Schneider, wie sie über sich und ihre Karriere sinnierte. Nachdem die entstandenen Aufnahmen vorab von der Schauspielerin und ihrem damaligen Lebensgefährten Harry Meyen begutachtet worden waren, bestand das Paar darauf, bestimmte Aufnahmen aus dem Film zu schneiden, wodurch sich die ursprüngliche Filmlänge von 90 Minuten auf eine Stunde verkürzte.
Nach Schneiders Tod entstanden zahlreiche weitere Dokumentarfilme, wobei oftmals der Kontrast zwischen ihrer erfolgreichen Filmkarriere und ihrem teilweise tragischen Privatleben thematisiert wurde.
- Rosemarie Magdalena Albach, genannt Romy Schneider. Deutschland, 1996, 120 Min.; Regie: Christiane Höllger und Claudia Holldack.
- Legenden: Romy Schneider. Deutschland, 1998, 45 Min., Buch und Regie: Michael Strauven, Produktion: MDR, SWR.
- Romy Schneider – Eine Filmliebe in Frankreich (Romy Schneider, étrange étrangère). Frankreich, 2002, 55 Min.; ein Film von Anne Andreu und Francesco Brunacci, Produktion: Arte France, Cinétévé.
- Idole – Romy Schneider. Das Leben jenseits der Schlagzeilen. Deutschland, 2004, 45 Min., Buch und Regie: Jeremy J. P. Fekete, Produktion: cine+ Berlin, im Auftrag des ZDF.[161]
- Ich über mich: Romy Schneider. Österreich, 1992, 47 Min., Regie: Petrus van der Let, Buch: Martin Luksan, Produktion: ORF.[162]
- Der Fall Romy Schneider – „An meiner Angst werd’ ich noch einmal sterben.“ Deutschland, 2007, 61 Min., Autoren: Tamara Duve und Michael Jürgs, Produktion: Spiegel TV.
- Die Einzelkämpferin – Christiane Höllger über ihre Freundin Romy Schneider. Deutschland, 2007, 42 Min., ein Film von Robert Fischer.
- Die letzten Tage einer Legende. Romy Schneider. Frankreich, 2007, 52 Min., Buch und Regie: Bertrand Tessier, Produktion: France 5.
- Romy Schneider – Eine Frau in drei Noten. Österreich, 2008, 90 Min., Regie: Frederick Baker, Produktion: Media Europa Wien, London.
- Romy Schneider – Eine Nahaufnahme. Deutschland, 2009, 30 Min., Buch und Regie: Julia Benkert, Produktion: SWR.
- Die Hölle von Henri-Georges Clouzot (L’Enfer d’Henri-Georges Clouzot). Frankreich, 2009, 94 Min., Buch und Regie: Serge Bromberg und Ruxandra Medrea. Neufassung und Ergänzung des Materials von Henri-Georges Clouzot (1964).[163]

### Verfilmungen und Musical
2008 wurde bekannt, dass sich gleich zwei Spielfilme über das Leben Romy Schneiders in Planung befanden. Die für 2009 geplante Filmbiografie Eine Frau wie Romy, die unter der Regie von Josef Rusnak mit Yvonne Catterfeld in der Rolle Schneiders produziert werden sollte, wurde abgesagt. Der Fernsehfilm Romy (2009) mit Jessica Schwarz in der Hauptrolle lief erstmals am 11. November 2009 im Ersten und erzählt Romy Schneiders Leben von der Kindheit auf Mariengrund bis hin zum Status als internationaler Filmstar und ihrem frühen Tod. Er setzt einen Schwerpunkt auf den Kampf der Künstlerin um berufliche Anerkennung und privates Glück.
2018 wurde der Spielfilm 3 Tage in Quiberon von Emily Atef veröffentlicht, in dem Marie Bäumer als Romy Schneider zu sehen ist.
Am Theater Heilbronn fand 2009 die Uraufführung des Musicals Romy – Die Welt aus Gold mit Daniela Schober in der Titelrolle statt.

## Ausstellungen
- Im Filmmuseum Berlin fand von Dezember 2009 bis Mai 2010 eine Ausstellung über die wechselhafte Karriere von Romy Schneider statt. Anhand von 275 Exponaten (Bilder, Filmausschnitte, Plakate, Kostüme, Briefe und Fanartikel) wurde versucht, die Rollen- und Imagewechsel der Schauspielerin aufzuzeigen. Die Dokumentation war in die fünf Abschnitte Tochter, Aufbruch, Weltstar, Zerstörung und Mythos gegliedert.[168][169]
- Anlässlich des 30. Todestages Romy Schneiders fand in der Bundeskunsthalle in Bonn vom 5. April bis 24. Juni 2012 eine Ausstellung statt.
- Das Theatermuseum Hannover beherbergte vom 21. September bis 8. Dezember 2013 die Sonderausstellung Romy Schneider. 60 Fotos.[170][171]
- Die Laufzeit der privaten Sonderausstellung Romy Schneider – Ein Weltstar kehrt heim in Berchtesgaden wurde bis Ende 2014 verlängert.[172] Am 7. Mai 2015 erfolgte die Neueröffnung in Schönau am Königssee.[173]